# الدوري السوداني الممتاز 2007
الدوري السوداني الممتاز لكرة القدم 2007 (بالإنجليزية: 2007 Sudan Premier League)‏ هو موسم من الدوري السوداني الممتاز لكرة القدم. فاز فيه الهلال السوداني.